# Pan-Amerikaanse kampioenschappen judo 2014
De Pan-Amerikaanse kampioenschappen judo 2014 waren de 38ste editie van de Pan-Amerikaanse kampioenschappen judo en werden gehouden in Guayaquil, Ecuador van 24 april tot en met 26 april 2014. 

## Resultaten

### Mannen
| Gewichtsklasse | Goud            | Zilver                 | Brons                                    |
| -------------- | --------------- | ---------------------- | ---------------------------------------- |
| – 55 kg        | Yandri Torres   | Jesús Agüero           | Armando Maita Cristian Toala             |
| – 60 kg        | Felipe Kitadai  | Nabor Castillo         | Janier Peña Lenin Preciado               |
| – 66 kg        | Charles Chibana | Alonso Wong            | Wander Mateo Gilberto Armas              |
| – 73 kg        | Alex Pombo      | Magdiel Estrada        | Fernando Ibáñez Nick Delpopolo           |
| – 81 kg        | Victor Penalber | Antoine Valois-Fortier | Travis Stevens Iván Morales              |
| – 90 kg        | Tiago Camilo    | Andy Granda            | Cristian Gomera Jacob Larsen             |
| – 100 kg       | José Armenteros | Luciano Corrêa         | Rafael Buzacarini Dilyaver Sheykhisyamov |
| + 100 kg       | Rafael Silva    | Óscar Brayson          | David Moura Pedro Pineda                 |

### Vrouwen
| Gewichtsklasse | Goud                | Zilver            | Brons                                    |
| -------------- | ------------------- | ----------------- | ---------------------------------------- |
| – 44 kg        | Dayaris Mestre      | Estefania Soriano | Sandra Sánchez Mónica Heredia            |
| – 48 kg        | Maria Celia Laborde | Sarah Menezes     | Paula Pareto Edna Carrillo               |
| – 52 kg        | Érika Miranda       | Yanet Bermoy      | Oritia González Mónica Hernández         |
| – 57 kg        | Marti Malloy        | Rafaela Silva     | Ketleyn Quadros Aliuska Ojeda            |
| – 63 kg        | Maricet Espinosa    | Estefania García  | Leilani Akiyama Andrea Gutiérrez         |
| – 70 kg        | Yuri Alvear         | Kelita Zupancic   | Vanessa Chalá María Pérez                |
| – 78 kg        | Yalennis Castillo   | Catherine Roberge | Ana Laura Portuondo-Isasi Samanta Soares |
| + 78 kg        | Idalys Ortíz        | Maria Altheman    | Rochele Nunes Marlín Viveros             |

## Medaillespiegel
| Plaats | Land                   | Goud | Zilver | Brons | Totaal |
| 1      | Brazilië               | 7    | 4      | 5     | 16     |
| 2      | Cuba                   | 7    | 4      | 4     | 15     |
| 3      | Verenigde Staten       | 1    | 0      | 4     | 5      |
| 4      | Colombia               | 1    | 0      | 0     | 1      |
| 5      | Canada                 | 0    | 3      | 2     | 5      |
| 6      | Ecuador                | 0    | 1      | 6     | 7      |
| 7      | Mexico                 | 0    | 1      | 4     | 5      |
| 8      | Dominicaanse Republiek | 0    | 1      | 2     | 3      |
| 8      | Venezuela              | 0    | 1      | 2     | 3      |
| 10     | Peru                   | 0    | 1      | 0     | 1      |
| 11     | Argentinië             | 0    | 0      | 2     | 2      |
| 12     | Puerto Rico            | 0    | 0      | 1     | 1      |
| Totaal | Totaal                 | 16   | 16     | 32    | 64     |

1952 · 
1956 · 
1958 · 
1960 · 
1965 · 
1968 · 
1970 · 
1972 · 
1974 · 
1976 · 
1978 · 
1980 · 
1982 · 
1984 · 
1985 · 
1988 · 
1990 · 
1992 · 
1994 · 
1996 · 
1997 · 
1998 · 
1999 · 
2000 · 
2001 · 
2002 · 
2003 · 
2004 · 
2005 · 
2006 · 
2007 · 
2008 · 
2009 · 
2010 · 
2011 · 
2012 · 
2013 · 
2014 · 
2015 · 
2016 · 
2017 · 
2018 · 
2019 · 
2020 · 
2021